# Terrisser
Un terrisser o terrissaire és una persona que té com a ofici fer objectes de terrissa i vendre'ls. Segons la mena d'atuell que feien, podien rebre el nom d'ollers, gerrers, cantirers, canterellers, escudellers, rajolers, teulers...
A les ciutats, els terrissers treballaven en obradors, i estaven organitzats en col·legis o confraries professionals; a les zones rurals, per la seva banda, també hi havia forns de terrissa, al costat de viles o de castells, tal com ha estat estudiat a Forns de Casa-en-Ponç, a Cabrera d'Anoia o a Andorra.

## Obrador, eines i forns

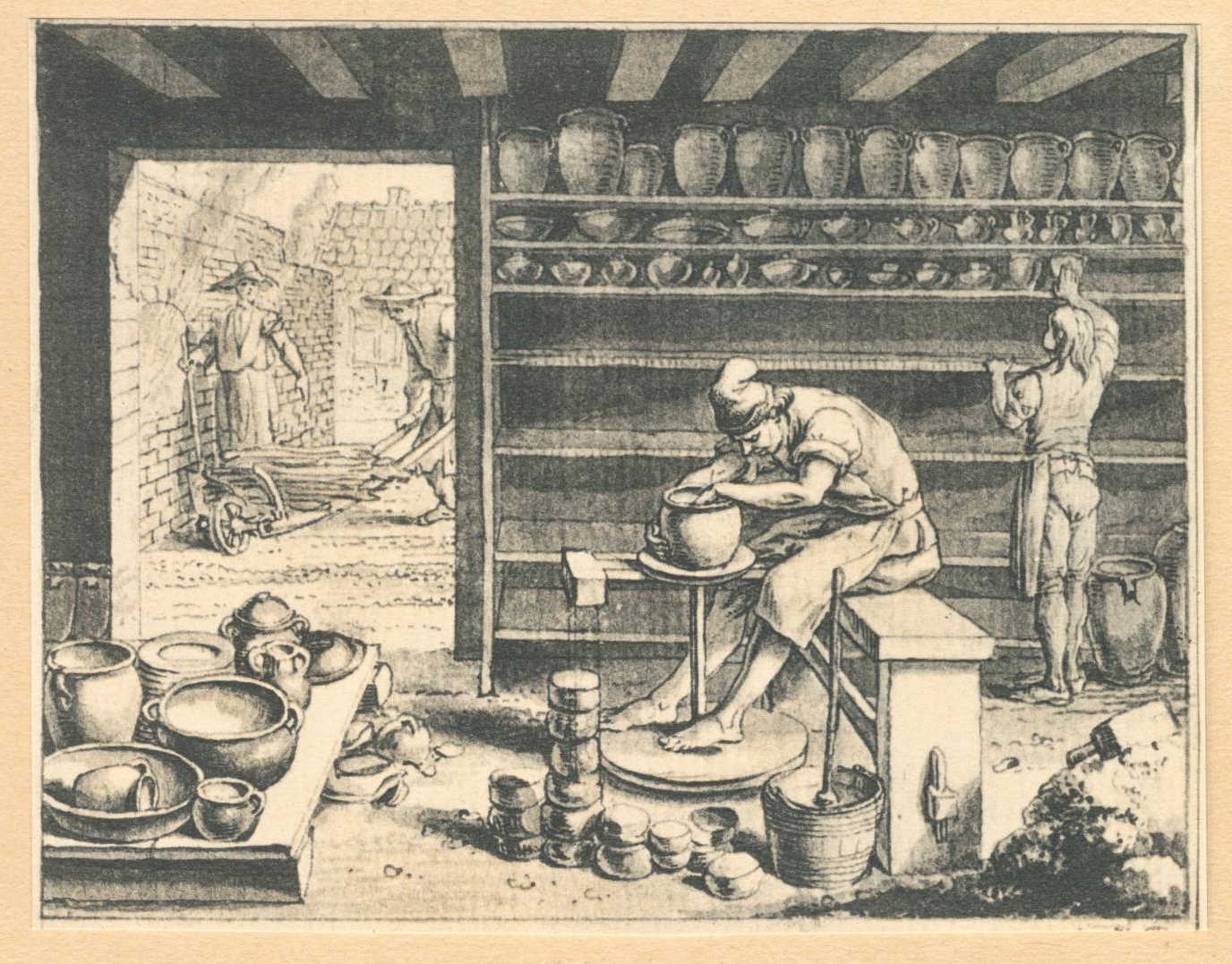
Terrissaire treballant en el seu torn.

L'obrador d'un terrissaire estava adaptat a les matèries primeres i a la comercialització dels productes acabats. La matèria més importants era l'argila. Calia anar-la a buscar a la "muntanya" i transportar-la en brut a la vora del obrador. Abans de treballar-la calia refinar-la, sovint emprant una bassa per a diluir-la en aigua i garbellar-la. L'objectiu final era l'obtenció d'una massa de fang (format per argila fina i l'aigua necessària) amb les propietats adequades de plasticitat.
En funció de la peça desitjada, el mestre tallava una peça de fang de dimensions apropiades i la situava sobre la taula del torn. El gir del torn permetia la conformació de la peça amb les mans (i petites eines auxiliars).
Un cop la peça acabada calia deixar-la assecar abans de posar-la al forn. El forn es carregava i es deixava ple de peces. Finalment, es tancava la porta (o equivalent) i s'encenia el forn. Un cop les peces cuites es deixaven refredar i es consideraven acabades en una primera fase. Els processos de pintat, envernissat i altres suposaven més enfornades.

## Productes típics
- Fireta. Tota mena de productes de terrissa en miniatura, de joguina.[5]
- Pisa.
- Olles.
- Cassoles.
- Cantirs.

## Col·legis i confraries
La confraria de menestrals terrissers de Barcelona fou fundada l'any 1304. Els ollers eren esmentats el 1257.
A Mallorca, el col·legi dels gerrers, ollers i teulers està documentat del segle xiv. El seu patró era la Santíssima Trinitat. Tenien la sala a prop de l'església del Socors i el carrer de la Gerreria, que prenia el nom d'aquest col·legi i donà nom també al barri de la Gerreria. A la sala del col·legi tenien una capella on guardaven el Sant Crist dels Gerrers, que posteriorment fou traslladada al Socors (on es conserva actualment). Al segle xiv, a l'església del Sant Esperit (avui de Sant Felip Neri), hi pagaren un retaule dedicat a la Santíssima Trinitat, Sant Antoni Abat i Ramon Llull, que es conserva parcialment al MNAC de Barcelona. L'escut del col·legi consistia en una gerra.

## Tractats
L'ofici de terrisaire s'aprenia sota la direcció d'un mestre. Alguns documents escrits permetien la divulgació de tècniques menys conegudes. I, en temps posteriors, preserven la memòria històrica de l'ofici.
- 1785. Memoria sobre las utilidades de la arcilla.[8]

- 1846. Nouveau manuel complet du porcelainier, du faïencier, du potier de terre, du briquetier, du tuilier.[9]

- 1877. Manual completo de artes cerámicas.[10][11]

- 1878. Pottery: How it is Made, Its Shape and Decoration; Practical Instructions for Painting on Porcelain and All Kinds of Pottery with Vitrifiable and Common Oil Colors, with a Full Bibliography of Standard Works Upon the Ceramic Art.[12]

- 1880. Curso práctico de cerámica.[13]

- 1893. La Poterie Antique Parlante: Monographie Contenant plus de 1800 noms et marques de potiers gallo-romains.[14]

- 2011. The Potter's Complete Studio Handbook: The Essential, Start-to-Finish Guide for Ceramic Artists.[15]

- 2021. Eines bàsiques del terrissaire.[16]